# Moteng Pass
Moteng Pass är ett bergspass i Lesotho. Det ligger i den norra delen av landet, 130 km nordost om huvudstaden Maseru. Moteng Pass ligger 2 815 meter över havet.
Terrängen runt Moteng Pass är huvudsakligen kuperad, men åt sydväst är den bergig. Runt Moteng Pass är det ganska tätbefolkat, med 67 invånare per kvadratkilometer. Trakten runt Moteng Pass består i huvudsak av gräsmarker.